# Cục Quan hệ lao động và Tiền lương (Việt Nam)
Cục Quan hệ lao động và Tiền lương (tiếng Anh: Deparment of Industrial Relations and Wage, viết tắt là DIRWA) là cơ quan trực thuộc Bộ Lao động – Thương binh và Xã hội, có trách nhiệm giúp Bộ trưởng thực hiện chức năng quản lý nhà nước về lao động, quan hệ lao động, tiền lương theo quy định của pháp luật.
Cục Quan hệ lao động và Tiền lương được thành lập trên cơ sở tổ chức lại Vụ Lao động - Tiền lương và Trung tâm Hỗ trợ phát triển quan hệ lao động.
Chức năng, nhiệm vụ, quyền hạn và cơ cấu tổ chức của Cục Quan hệ lao động và Tiền lương được quy định tại Quyết định số 389/QĐ-LĐTBXH ngày 30/3/2023 của Bộ trưởng Bộ Lao động – Thương binh và Xã hội.

## Lãnh đạo Cục[2]
- Cục trưởng: Nguyễn Huy Hưng
- Phó Cục trưởng:

1. Tống Văn Lai
2. Trần Thị Liễu

## Cơ cấu Cục[3]

### Các phòng chức năng
- Văn phòng Cục
- Phòng Chính sách lao động
- Phòng Quan hệ lao động
- Phòng Tiền lương

### Đơn vị sự nghiệp
- Trung tâm Hỗ trợ phát triển quan hệ lao động